# Corona (Californie)
Pour les articles homonymes, voir Corona.
Corona est une municipalité américaine du comté de Riverside en Californie située dans le Grand Los Angeles. La population de la ville est estimée à 161 486 habitants en 2015 répartie sur une surface de 100 km2.
La ville de Corona a été fondée en 1886 en plein boom de la culture du citron et a profité de sa situation avantageuse au fond du canyon du fleuve Santa Ana, avec le seul col pour franchir les monts Santa Ana. Le nom de la ville provient de la disposition particulière des rues, un découpage standard entouré d'un boulevard circulaire. Restée jusqu'aux années 1980 très rurale, Corona s'urbanise et s'industrialise beaucoup depuis.

## Économie
Corona est à l'origine une ville agricole et un marché de bétail. Depuis les années 1990 la ville profite de sa proximité de l'agglomération de Los Angeles et diversifie son économie dans le commerce, l'industrie légère et l'alimentaire.
Parmi les plus importantes entreprises on trouve :
- The Golden Cheese Company of California, la plus grande fromagerie des États-Unis
- Fender Musical Instruments Corporation, un fabricant de guitares
- Monster Energy, un fabricant de boissons gazéifiées, filiale du groupe Hansen Natural
- Vans, un fabricant de chaussures
- Eibach Springs, un fabricant de composants automobiles
- Watson Pharmaceuticals, un groupe pharmaceutique
- Myers Power Products, un fabricant d'équipements électriques
- Wells Fargo, une institution financière, le plus grand employeur de Corona
- Hexis USA, filiale du groupe français Hexis S.A.
- Corona Regional Medical Center, un centre hospitalier
- Vineyard Bank, une banque régionale de la Californie du Sud
- West coast custom,

## Personnalités liées à la commune
- Charley Grapewin, (1869-1956) acteur et scénariste, est décédé à Corona.
- Tyler Hoechlin, (1987), acteur, est né à Corona
- Michael Parks, (1940-2017), acteur, est né à Corona.
- Gary Webb (1955-2004), journaliste, est né à Corona
- Chance Sisco (1995-), joueur américain de baseball, est né à Corona.
- Diego Tinoco, (1997), acteur notamment connu pour son rôle de Cesar dans On My Block, a grandi à Corona

## Démographie
| 1900  | 1910  | 1920  | 1930  | 1940  | 1950   |
| ----- | ----- | ----- | ----- | ----- | ------ |
| 1 434 | 3 540 | 4 129 | 7 018 | 8 764 | 10 223 |

| 1960   | 1970   | 1980   | 1990   | 2000    | 2010    |
| ------ | ------ | ------ | ------ | ------- | ------- |
| 13 336 | 27 519 | 37 791 | 76 095 | 124 966 | 152 374 |

## Anecdotique
- Le film La Guerre des mondes de 1953 adapté du roman de H. G. Wells et réalisé par Byron Haskin a été tourné à Corona.
- La chaine de restauration rapide Miguel's a été fondée à Corona en 1973.